# Heilige Drie Heelmeesters
Met de Heilige Drie Heelmeesters of Heilige Drie Artsen († Rome ca. 268-270) worden de martelaren Marius van Rome, zijn vrouw Martha van Rome en hun zonen Abachum en Audifax bedoeld.
Volgens een legende van rond 500 waren Abachum en Audifax met hun vader Marius en moeder Martha vanuit Perzië naar Rome gekomen om er de graven van de apostelen Petrus en Paulus te vereren. In Rome aangekomen oefenden Abachus en Audifax hun beroep als heelmeester uit. Zij verzorgden met hun ouders bovendien talrijke armen, hulpbehoevenden en gevangengenomen gelovigen. Nadat zij opgevallen waren door hun actieve werk voor de Kerk werden zij opgepakt en gedood, vermoedelijk ten tijde van Claudius Gothicus. Hun graf zou zich op de plaats van hun martelaarschap bevinden aan de Via Cornelia. De overlevering bericht over pelgrims aan hun graf in de 7e eeuw. Er zou toen al een kerk over hun graf zijn gebouwd. In elk geval dateren schriftelijke berichten over het bestaan van die kerk uit 854 (bul van paus Leo IV) en nog eens uit 1158 (bul van paus Adrianus IV).
De relieken van de heiligen vonden hun weg door Europa. De martelaren worden van oudsher in de Sint-Salvatorbasiliek van de Abdij van Prüm vereerd. Verdere vereringsplaatsen zijn in Cremona en de Basiliek van Sint-Marcellinus en Petrus in Seligenstadt. Hun gedachtenis valt steeds op 19 januari in het westen en 6 juli in het oosten.